# Marie Léonor
 (novembre 2012).
Si vous disposez d'ouvrages ou d'articles de référence ou si vous connaissez des sites web de qualité traitant du thème abordé ici, merci de compléter l'article en donnant les références utiles à sa vérifiabilité et en les liant à la section « Notes et références ».
Marie Léonor est une chanteuse française, connue pour quelques succès à la fin des années 1970 et dans les années 80. Elle est aussi étroitement associée à la chanson Ouragan, interprétée par Stéphanie de Monaco en 1986, puisqu'elle en a écrit les paroles sur une musique de Romano Musumarra.

## Biographie
La carrière de Marie Léonor démarre en 1978 sous la houlette de Nadine Laïk, ancienne impresario de Barbara. Elle enregistre son premier 45T, Le Parfum des îles, sur un texte de Dominique Blanc-Francard.
En 1979 paraît son premier album au titre éponyme, dont les arrangements ont été confiés à Jean Schultheis. Le 45T Lover lui offre un début de reconnaissance.
Pour son deuxième album Haute Tension publié en 1980, elle collabore avec Boris Bergman qui lui écrit plusieurs textes de chansons, dont l'adaptation en Français de Johnny And Mary, la ballade électronique du chanteur britannique Robert Palmer. Lorsque ce dernier la découvre, il est si enthousiaste qu'il revient en France pour en assurer la promotion aux côtés de la jeune chanteuse.
C'est encore Robert Palmer qui produit ses deux 45T suivants, sortis en 1981 et 82. Le premier, Enroule-moi / Amour nomade, est enregistré à New York. Peter Baumann, ex-membre du groupe Tangerine Dream, assure la programmation des synthétiseurs. Pour le second, Baby-O-Babe / L'Homme que j'Aime, Marie Léonor s'essaie à la composition et enregistre à Paris avec les musiciens de Palmer ainsi que Mick Karn, le bassiste du groupe Japan.
Du 26 avril au 2 mai 1982, elle assure la première partie des concerts de William Sheller à l'Olympia. 
Un troisième album, Pas déranger, voit le jour en 1983. Il a été entièrement écrit et composé par la chanteuse qui bénéficie également de la présence des musiciens réguliers d'Alain Bashung, le KGDD (Manfred Kovacic, Olivier Guindon, François "Franz" Delage et Philippe Draï). La chanson qui porte l'album, Les Jardins de Tokyo, rencontre un certain succès.
Après Elle manque à sa vie, un 45T isolé en 1984, Marie Léonor se voit confier la tâche de mettre des mots sur une mélodie de Romano Musumarra, compositeur italien alors surtout connu pour son travail avec Jeanne Mas. La chanson Ouragan sera finalement interprétée par Stéphanie de Monaco. Elle remporte un succès fulgurant en France et en Europe, se vendant à deux millions d'exemplaires.
Marie Léonor ne revient à sa carrière de chanteuse qu'en 1987, avec un ultime 45T, Vienne, composé par Jay Alanski.   
Ne réussissant toujours pas à s'imposer, elle décide peu après de se retirer de la scène musicale.
En 2021, Marie Léonor Barral publie son premier roman, Les Couleurs d'un maître, une ballade imaginaire dans l'univers du peintre Nicolas de Staël. 

## Discographie

### 33 tours
- Marie Léonor, 1979
- Haute Tension, 1980
- Pas déranger, 1983

### 45 tours
- Le Parfum des îles / Ça va plus, 1978

- Lover / Les Jours ailleurs, 1979

- Télescope / Ça sonne, 1980

- Haute Tension / Johnny et Marie, 1980
- Toi qui souris / J'ai mal à l'époque, 1980

- Enroule-moi / Amour nomade, 1981

- Baby-O-Babe / L'Homme que j’aime, 1982

- Les Jardins de Tokyo / La Force du destin, 1983

- Pas déranger / La Lune rouge, 1983

- Elle manque à sa vie / Combat, 1984

- Vienne / Le Long du fleuve Bleu, 1987

## Roman
- Les Couleurs d'un maître, Le Lys Bleu, 2021